# Złodziej pioruna

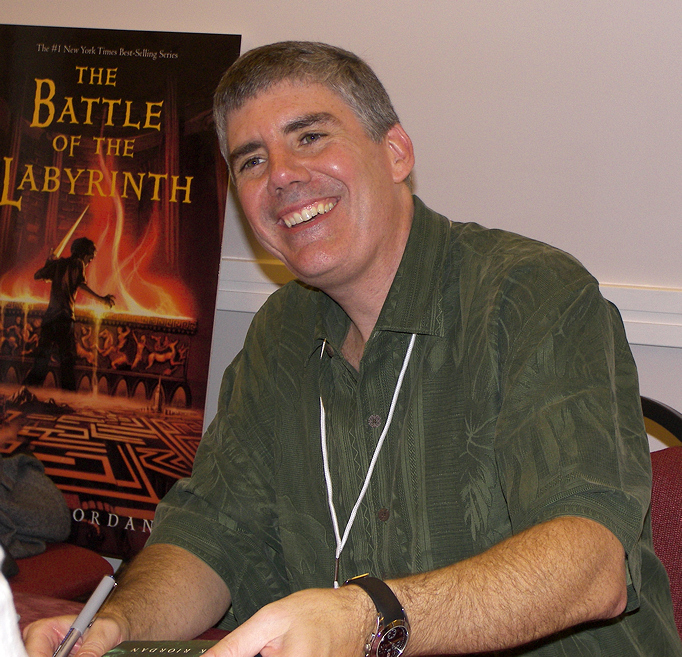
Rick Riordan, autor książki

Złodziej pioruna (ang. The Lightning Thief) – pierwsza część pięciotomowego cyklu Percy Jackson i bogowie olimpijscy autorstwa amerykańskiego pisarza Ricka Riordana. Jest to początek historii o 12-letnim Percym Jacksonie, który dowiaduje się, że jego ojcem jest Posejdon.

## Bohaterowie
Pierwszoplanowi
- Percy Jackson – główny bohater, syn Posejdona i Sally Jackson,
- Grover Underwood – najlepszy przyjaciel Percy’ego; satyr,
- Annabeth Chase – córka Ateny.
- Luke Castellan – syn Hermesa

Drugoplanowi
- Ares – grecki bóg wojny. Jest ojcem Clarisse i innych herosów,
- Hades – grecki bóg zmarłych, pan Podziemia, włada zmarłymi duszami,
- Posejdon – grecki bóg mórz i oceanów. Ojciec Percy’ego i cyklopów,
- Zeus – władca wszystkich greckich bogów; pan nieba
- Chejron – główny koordynator zajęć w Obozie Herosów; centaur,
- Pan D. (Dionizos) – grecki bóg wina,
- Sally Jackson – mama Percy’ego.

Epizodyczni
- Erynie – trzy potwory z Podziemi,
- Minotaur,
- różni półbogowie z Obozu Herosów – herosi z domku Aresa, Afrodyty, Hermesa, Ateny itd.,
- Gabe Ugliano – mąż Sally Jackson,
- Mojry – trzy staruszki, które wyznaczają długość życia,
- Clarisse La Rue – córka Aresa,
- Argus – strażnik Obozu Herosów
- Charon – przewoźnik po rzekach Styks i Acheron..
- Nancy Bobofit – niemiła nastolatka z Yancy Academy.
- Pan Chase – ojciec Annabeth.

## Ekranizacja
W 2010 roku do kin wszedł film Percy Jackson i bogowie olimpijscy: Złodziej pioruna, będący ekranizacją pierwszej części powieści. A w 2013 na ekranach pojawiła się druga część - Percy Jackson: Morze potworów.